# West Tisbury (Massachusetts)
West Tisbury – miasto w Stanach Zjednoczonych, w stanie Massachusetts, w hrabstwie Dukes.